# Lijst van stadspoorten van Groningen

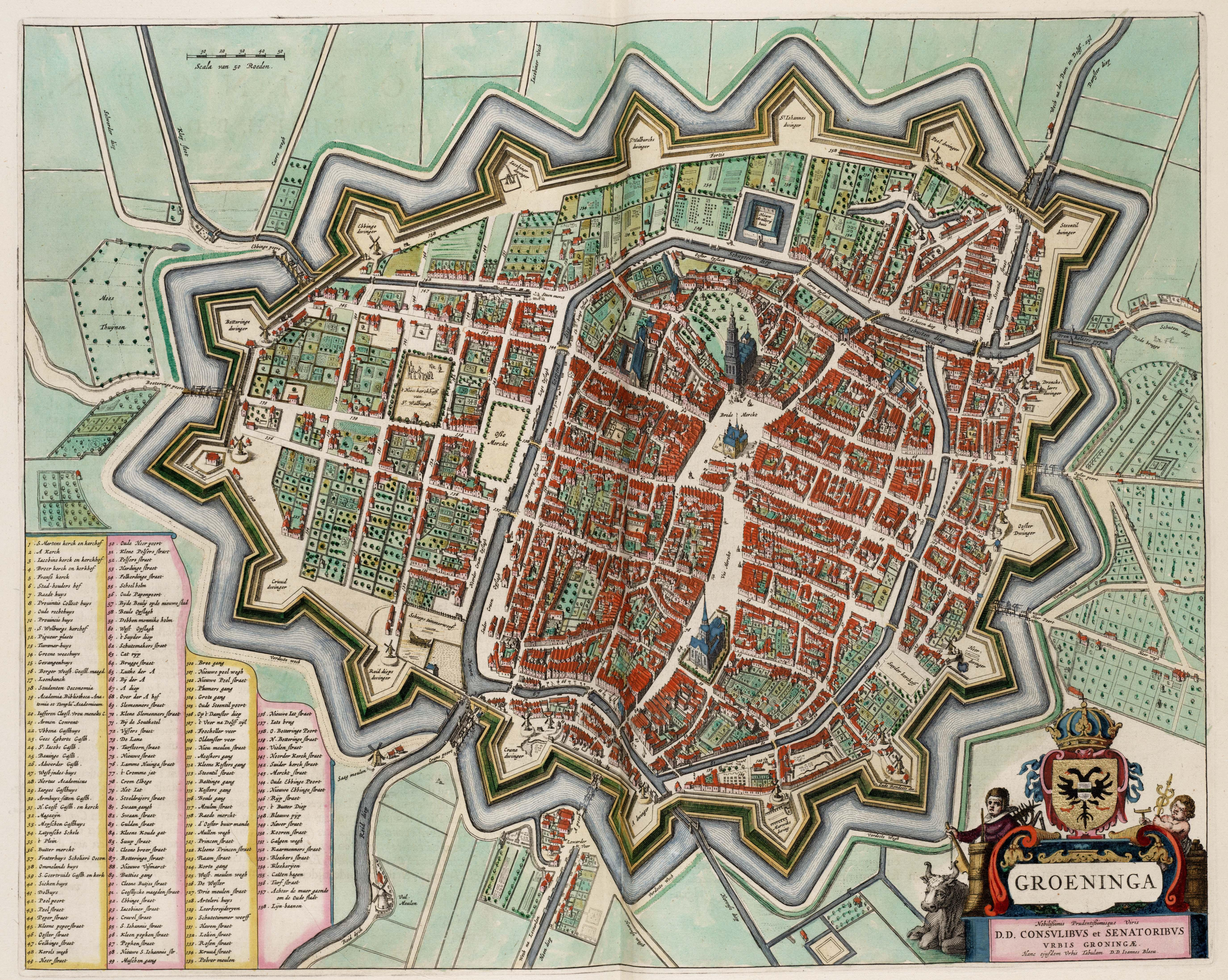
Groningen na de stadsuitleg in 1620

Groningen was tot 1874 een vestingstad met zeven buitenpoorten. Daarnaast kende de Vesting Groningen gedurende haar geschiedenis ook een aantal binnenpoorten, oudere poorten die hun toegangsfunctie hadden verloren, maar nog dienstdeden als bijvoorbeeld gevangenis. Van alle poorten die Groningen ooit heeft gehad is er maar één overgebleven, de Herepoort. Deze staat echter niet meer in Groningen, maar in de tuin van het Rijksmuseum in Amsterdam.

## De poorten
- Apoort: De eerste Apoort werd gerealiseerd bij de bouw van een stenen muur in de 13e eeuw. Er zijn in totaal vier Apoorten geweest op verschillende plekken, waaronder een Binnen-Apoort en een Buiten-Apoort.
- Boteringepoort: Een van de oorspronkelijke poorten van de stad. De eerste Boteringepoort stond in de Oude Boteringestraat, ter hoogte van de Hardewikerstraat in de 11e eeuw. Rond 1470 verrees een nieuwe Buiten-Boteringepoort, die in 1547 onderdeel werd van het Boteringerondeel. Na de uitleg van de stad in de 17e eeuw werd een nieuwe Boteringepoort gebouwd aan het einde van de Nieuwe Boteringestraat en werden de beide oudere poorten geslecht.
- Ebbingepoort: Vermoedelijk een van de oorspronkelijke vier poorten van de stad in de 11e eeuw. In 1470 aangevuld met een Buiten-Apoort en rond 1547 met een tweede Buiten-Apoort op het nieuwe Ebbingerondeel. Bij de 17e-eeuwse uitleg werden deze drie Ebbingepoorten vervangen door een nieuwe Ebbingepoort.
- Herepoort: Een van de oorspronkelijk vier 11e-eeuwse poorten van de stad. De fundamenten van deze eerste poort zijn teruggevonden aan het begin van de Herestraat en zijn gemarkeerd. Door de groei van de stad werd een nieuwe poort een stuk zuidelijker gebouwd. Deze Herepoort werd gebouwd in 1621 en staat nu bij het Rijksmuseum in Amsterdam.
- Het Klein Poortje: Voetgangerspoort die werd gerealiseerd als sortie bij de 17e-eeuwse uitleg en in 1653 een voetgangerspoortje werd, toen een brug over de stadsgracht werd gelegd.
- Kranepoort: Gerealiseerd bij de aanleg van het Bolwerk rond 1470. Rond 1530 aangevuld met een Buiten-Kranepoort op een nieuw rondeel. Beiden werden vervangen door een nieuwe Kranepoort bij de 17e-eeuwse uitleg.
- Oosterpoort: Vermoedelijk een van de oorspronkelijke vier poorten van de stad in de 11e eeuw. Rond 1470 aangevuld met een Buiten-Oosterpoort. Beide gesloopt voor de Arx Nova. In de 17e eeuw werd een nieuwe Oosterpoort gebouwd in de zuidelijke vestingwallen.
- Papenpoortje: Gebouwd in 1517 voor toegang tot het nieuwe Marwixrondeel. Gesloopt bij de Grote Uitleg.
- Poelepoort: Vermoedelijk gebouwd in de 12e eeuw in een wijziging in de eerste 11e-eeuwse fase. De Poelepoort stond direct ten oosten van de verbreding in de huidige Poelestraat. Bij de uitleg van de stad in de zeventiende eeuw verloor de poort zijn functie als toegangspoort. De poort, de meest indrukwekkende poort van de stad, bleef behouden tot 1828 en diende toen als gevangenis.
- Steentilpoort: Gebouwd als houten poort rond 1470, vanaf 1517 stenen poort. Begin 17e eeuw verplaatst als onderdeel van de Grote Uitleg.

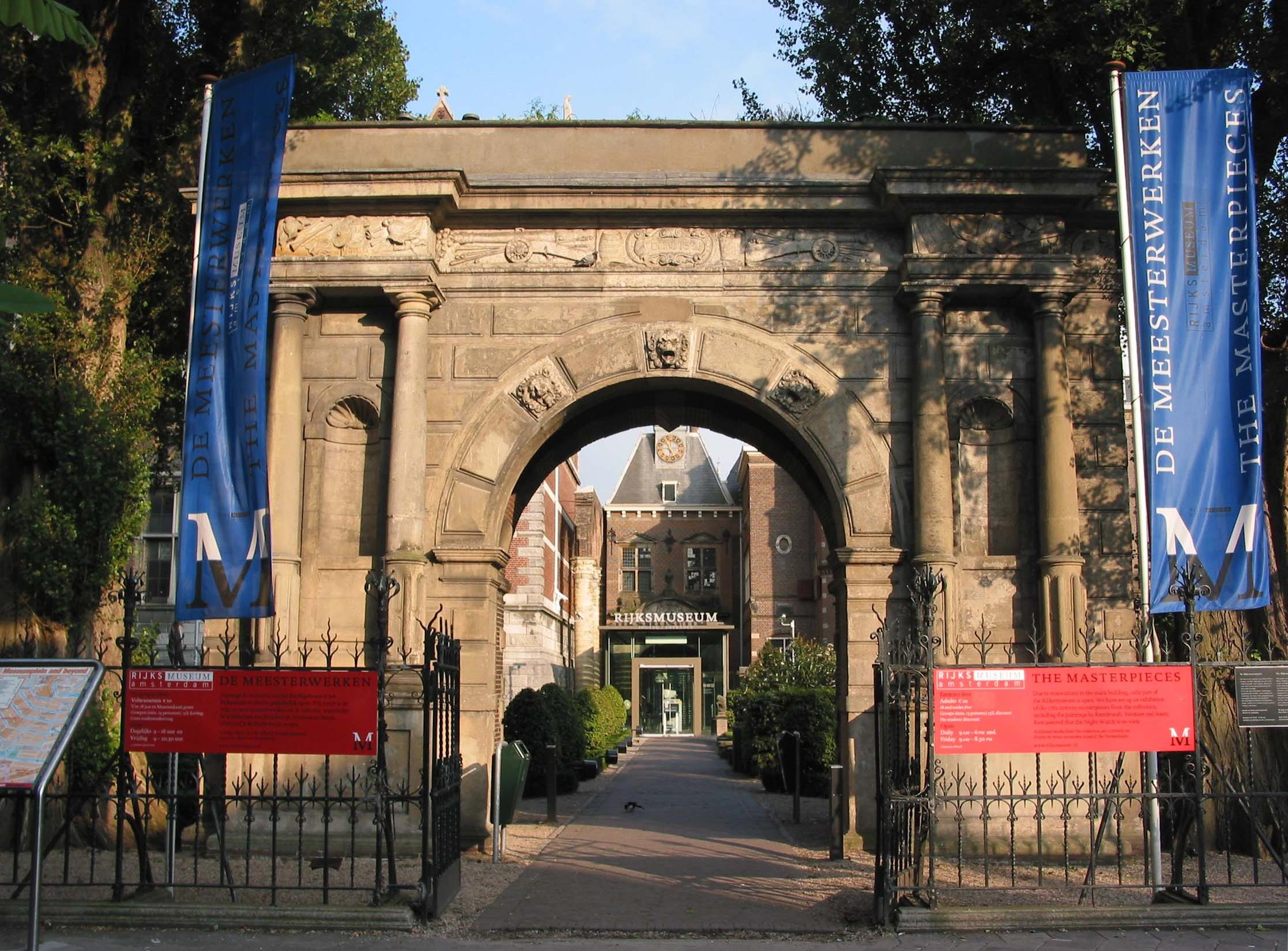
Herepoort in Rijksmuseum
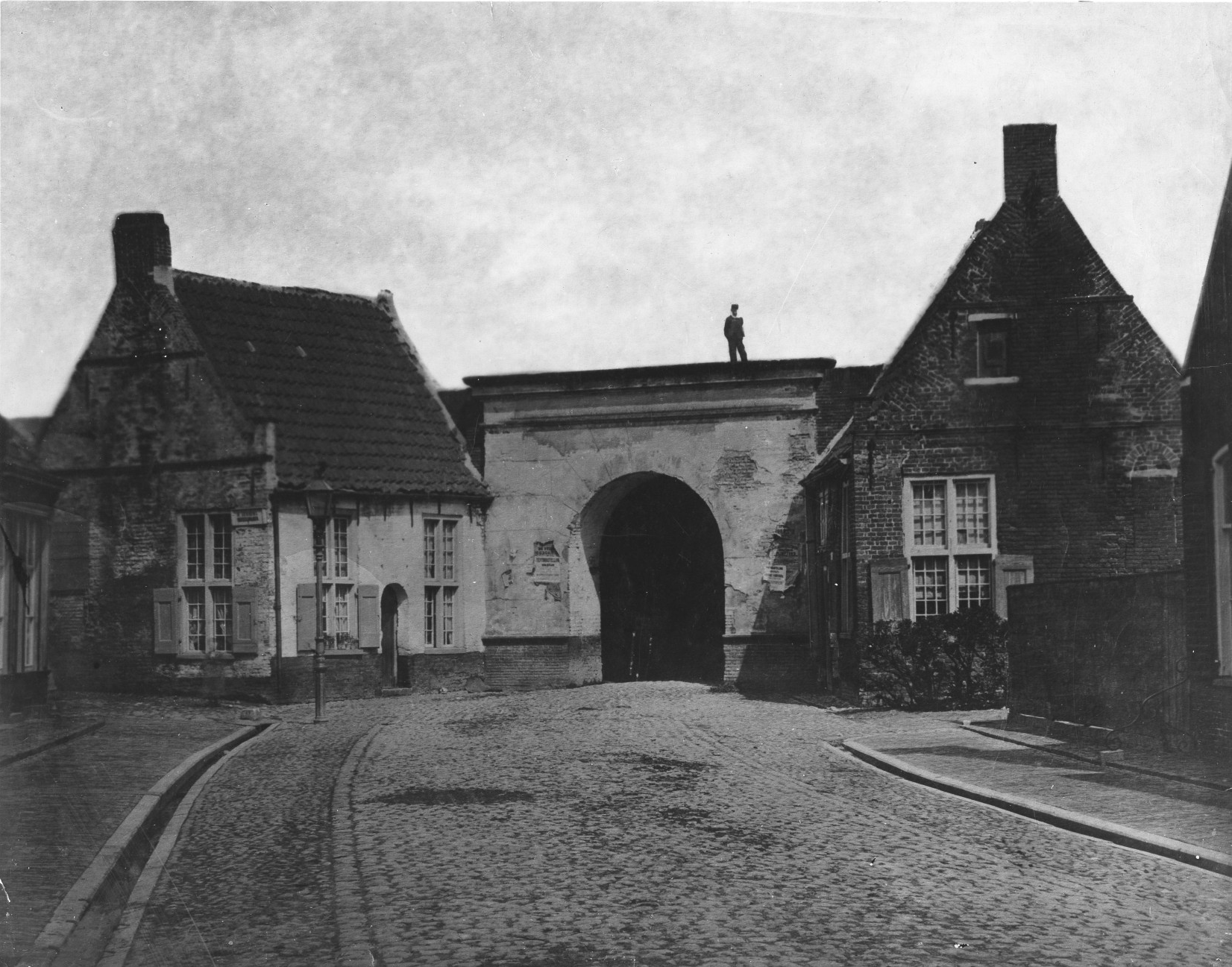
Ebbingepoort (1877, binnenzijde)

## De waterpoorten
- Kranepijp: samen met de 'westerboog' een dubbele waterpoort over de A bij de Kranepoort. Aangelegd rond 1568. Rond 1617 verplaatst, waarbij de Westerboog ook werd geslecht. In 1633 werd de Kranepijp zelf ook geslecht voor de scheepvaart.
- Marwixpijpen: een dubbele waterpoort over de A uit 1529.
- Steentilpijp of Damsterpijp: een waterpoort over het Damsterdiep
- Visserspijpen of Dren(c)kelaarspijpen: een dubbele waterpoort over het Winschoterdiep/Schuitendiep